# Абдуллаев, Гасым Ибрагим оглы
Гасым Ибрагим оглу Абдуллаев или Забул Гасым (1873, Шуша, Елизаветпольская губерния — 1927, Шуша, НКАО) — азербайджанский певец-ханенде, исполнитель мугама.

## Биография
Абдуллаев Гасым Ибрагим оглу родился в 1873 году в городе Шуша.
В последние годы жизни он преподавал мугам в Шушинской музыкальной школе, работал председателем Республиканского совета профсоюзов работников искусств.
Гасым Абдуллаев умер в 1927 году в Шуше.

## Творчество
Гасым Абдуллаев, известный своим особенно хорошим исполнением мугама «Забул», в народе был известен как «Забул Гасым».
В начале XX века Забул Гасым дал несколько концертов в Баку и завоевал симпатию публики. Забул Гасым впервые выступил перед бакинской публикой 27 января 1903 года в «Восточном концерте», в театральном здании Гаджи Зейналабдин Тагиева совместно с Джаббаром Гарягдыоглу, Шекили Алескер и Сеидом Мирбабаевым.
Забул Гасым был не только профессиональным певцом, он также был известен как оперный артист. Композитор Зульфугар Гаджибеков впервые пригласил Гасыма на сцену и высоко оценил его искусство. По просьбе композитора Забул Гасым исполнил роль отца Меджнуна в опере «Лейли и Меджнун», поставленной 7 августа 1913 года в Летнем клубе Шуши.
В 1914 году Забул Гасым по приглашению Sport-Record поехал в Тбилиси и записал свой голос на пластинки. В то время Забул Гасым исполнял «Забул-сегах», «Баяты-Шираз», «Хумаюн», «Шур», «Махур-хинди».